# الدوري الإنجليزي لكرة القدم 1974–75
الدوري الإنجليزي لكرة القدم 1974–75 (بالإنجليزية: 1974–75 Football League)‏ هو موسم من دوري كرة القدم الإنجليزي. فاز فيه نادي ديربي كاونتي لكرة القدم.